# Georgi Terziew
Georgi Iłkow Terziew (bułg. Георги Илков Терзиев, ur. 18 kwietnia 1992 w Sliwenie) – piłkarz bułgarski grający na pozycji obrońcy. Od 2013 roku jest zawodnikiem klubu Łudogorec Razgrad.

## Kariera klubowa
Swoją karierę piłkarską Terziew rozpoczął w klubie OFK Sliwen 2000. Następnie podjął treningi w Nafteksie Burgas. W sezonie 2007/2008 stał się członkiem pierwszego zespołu Nafteksu. 8 marca 2008 zadebiutował w drugiej lidze bułgarskiej w zwycięskim 10:0 domowym meczu z PFK Chaskowo. W Nafteksie grał do końca 2008 roku.
Na początku 2009 roku Terziew przeszedł do Czernomorca Burgas. Swój debiut w nim zanotował 29 sierpnia 2009 w wygranym 3:0 domowym meczu ze Sportistem Swoge.
W 2013 roku Terziew przeszedł do mistrza Bułgarii, Łudogorca Razgrad.
| Sezon   | Klub               | Kraj      | Rozgrywki | Mecze | Bramki |
| ------- | ------------------ | --------- | --------- | ----- | ------ |
| 2007/08 | Nafteks Burgas     | Bułgaria  | B PFG     | 9     | 0      |
| 2008/09 | Nafteks Burgas     | Bułgaria  | B PFG     | 0     | 0      |
| 2008/09 | Czernomorec Burgas | Bułgaria  | A PFG     | 0     | 0      |
| 2009/10 | Czernomorec Burgas | Bułgaria  | A PFG     | 13    | 0      |
| 2010/11 | Czernomorec Burgas | Bułgaria  | A PFG     | 10    | 0      |
| 2011/12 | Czernomorec Burgas | Bułgaria  | A PFG     | 18    | 0      |
| 2012/13 | Czernomorec Burgas | Bułgaria  | A PFG     | 26    | 0      |
| 2013/14 | Czernomorec Burgas | Bułgaria  | A PFG     | 3     | 0      |
| 2013/14 | Łudogorec Razgrad  | Bułgaria  | A PFG     | 12    | 0      |
| 2014/15 | Łudogorec Razgrad  | Bułgaria  | A PFG     | 13    | 0      |
| 2015/16 | Łudogorec Razgrad  | Bułgaria  | A PFG     | 22    | 1      |
| 2016/17 | Łudogorec Razgrad  | Bułgaria  | A PFG     | 3     | 0      |
| 2016/17 | Hajduk Split       | Chorwacja | 1. HNL    | 3     | 0      |
| 2017/18 | Łudogorec Razgrad  | Bułgaria  | A PFG     | 8     | 0      |

- Stan na 30 listopada 2017

## Kariera reprezentacyjna
W swojej karierze Terziew grał w reprezentacji Bułgarii U-19 i U-21. W dorosłej reprezentacji zadebiutował 7 października 2011 roku w przegranym 0:3 towarzyskim spotkaniu z Ukrainą, rozegranym w Kijowie.